# Stomorhina chapini
Stomorhina chapini är en tvåvingeart som beskrevs av Charles Howard Curran 1931. Stomorhina chapini ingår i släktet Stomorhina och familjen Rhiniidae. Inga underarter finns listade i Catalogue of Life.